# الحزب الشيوعي الثوري الفولتي
الحزب الشيوعي الثوري الفولتي (بالفرنسية: Parti communiste révolutionnaire voltaïque)‏ هو حزب شيوعي في بوركينا فاسو. تأسس في 1 أكتوبر 1978، بعد انقسام في المنظمة الشيوعية الفولتية.
يتبع الحزب الخط السياسي لحزب العمل الألباني،  ضد التحريفية الماركسية اللينينية. روج الحزب لـ«الثورة الوطنية الديمقراطية والشعبية».
أدى انقلاب فولتا العليا عام 1983 إلى رفع توماس سانكارا إلى السلطة. في ذلك الوقت، كان لدى الحزب روابط قوية في النقابات والحركات الطلابية. ومع ذلك، رفض الحزب المشاركة في حكومة سنكارا الثورية، بحجة أن الانقلاب العسكري ليس هو نفسه ثورة شعبية. في عام 1984، رفض مرة أخرى المشاركة في الحكومة أثناء تعديل وزاري. أدى هذا إلى انقسام وتشكيل المجموعة الشيوعية في بوركينا فاسو.
خلال الحرب الباردة، كان الحزب مؤيدًا للألبان. الحزب مشارك نشط في المؤتمر الدولي للأحزاب والمنظمات الماركسية اللينينية (الوحدة والنضال).

## روابط خارجية
- الموقع الرسمي